# 阿尔帕

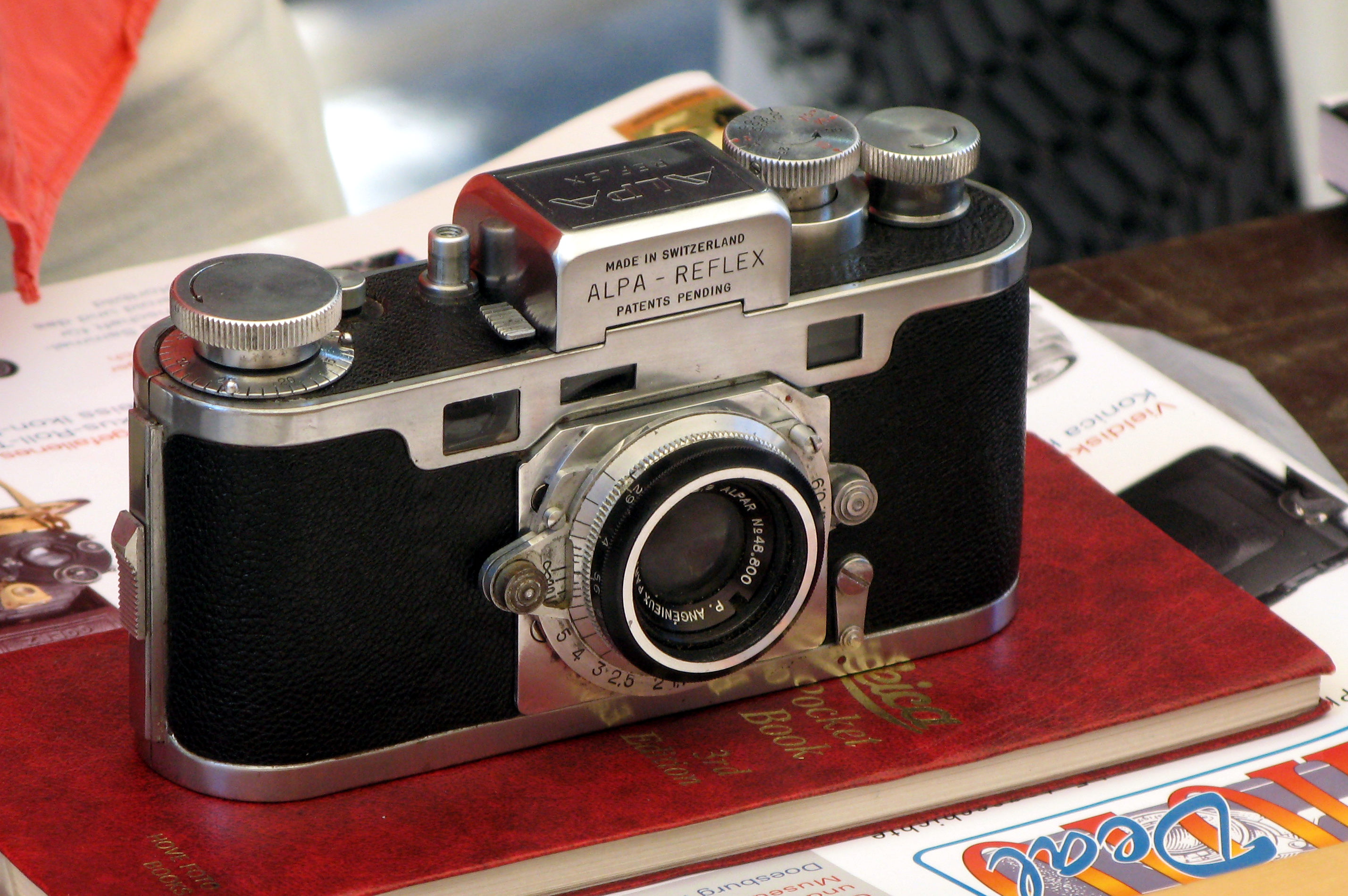
阿爾帕相機

阿爾帕（Alpa）是前瑞士攝影器材生產商，專門生產135底片單眼相機等攝影器材。目前使用這個名字的業主是自己破產的原阿爾帕公司買來的，改製造中畫幅相機。

## 中画幅机身
12TC

12MAX

12WA

## 外部連結
- Alpa Reflex（英文）